# Rozhlas a televízia Slovenska
Rozhlas a televízia Slovenska (en español, «Radio y televisión de Eslovaquia»), también conocida por sus siglas RTVS, fue la organización de radiodifusión pública de Eslovaquia.
Fue fundada en 2011 mediante la unión de las empresas públicas Slovenský rozhlas (radio) y Slovenská televízia (televisión) en una sola compañía. El consejo de dirección era nombrado a través del parlamento eslovaco y la empresa se financiaba con una combinación de publicidad, aportaciones directas del estado y un impuesto mensual sobre la factura de la luz.
En julio de 2024, el parlamento eslovaco aprobó la abolición de RTVS y su reemplazo por un nuevo ente público, Slovenská televízia a rozhlas (STVR), con un mayor control del gobierno en el nombramiento de cargos.

## Historia
Durante el tiempo que Eslovaquia formó parte de Checoslovaquia, solo había una organización pública que ostentaba el monopolio sobre la radiotelevisión del país. La radio eslovaca Slovenský rozhlas, fundada en 1926, fue integrada en el ente Československý rozhlas en 1948. Por otro lado, la televisión pública empezó a emitir en 1956 y era parte de Československá televize (ČST), que gestionaba canales para todo el estado sin diferencias entre regiones. La caída del régimen comunista tras la Revolución de terciopelo sirvió para implementar libertad de expresión y de prensa.
La creación en 1990 de la República Federal Checa y Eslovaca conllevó cambios en la ČST. La radio checa y la eslovaca volvieron a funcionar por separado a partir de 1991. En cuanto a la televisión, el primer canal de ČST se mantuvo como señal federal (F1), mientras que el segundo se reconvirtió en dos cadenas que solo emitirían en sus naciones: Česká televize en Chequia y Slovenská televízia (S1) en Eslovaquia. Las emisiones de S1 comenzaron el 1 de julio de 1991.
El 1 de enero de 1993, Slovenský rozhlas y Slovenská televízia se convirtieron en las únicas radiodifusoras públicas de la Eslovaquia independiente tras la disolución de Checoslovaquia. Las frecuencias de radio y televisión checoslovacas pasaron a su control, lo que le permitió desarrollar nuevos canales nacionales: SVT1 por la señal del antiguo canal federal y SVT2 por el espacio que ocupaba S1. Ese mismo día, la radio y televisión eslovacas fueron admitidas en la Unión Europea de Radiodifusión como miembros de pleno derecho.
La radio y televisión funcionaron por separado hasta 2010, cuando el gobierno eslovaco aprobó su unión en una nueva empresa para ahorrar costes y centralizar la gestión. Rozhlas a televízia Slovenska empezó a funcionar el 1 de enero de 2011.
En julio de 2024, el gobierno de Robert Fico aprobó el traspaso de todos los activos de RTVS a una nueva empresa pública, Slovenská televízia a rozhlas (STVR), cuyos miembros son nombrados directamente por el ejecutivo a través del ministerio de Cultura.  La medida fue criticada tanto por los trabajadores de la radiotelevisión, que denunciaron un mayor control gubernamental, como por la Unión Europea de Radiodifusión a través de su director general, quien aseguró que ponía en peligro la independencia de los medios públicos.

## Servicios

### Radio

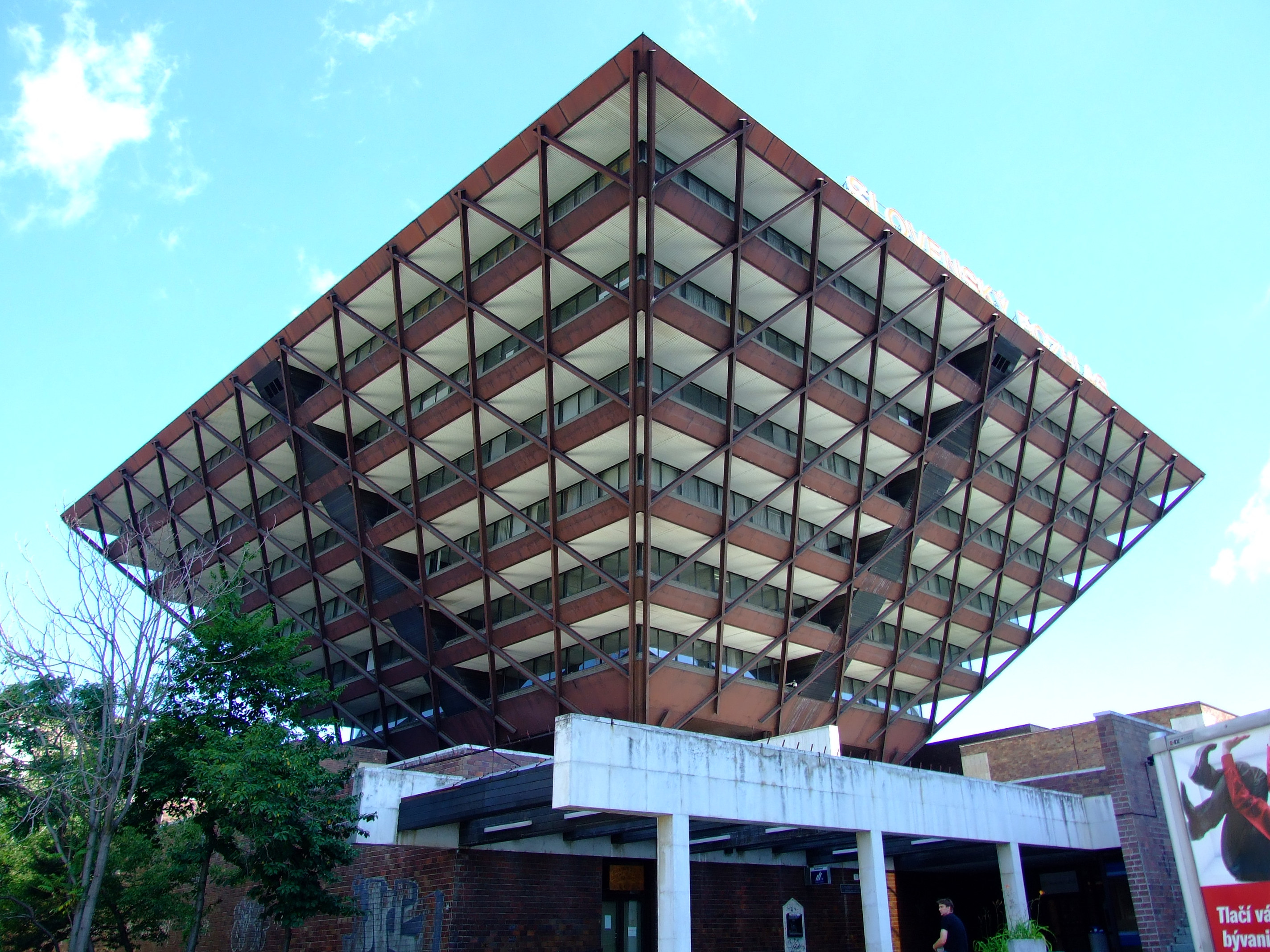
Edificio de la radio eslovaca en Bratislava.

RTVS gestiona las radios públicas que anteriormente estaban vinculadas a la empresa Slovenský rozhlas.
| Logo | Canal de radio               | Información |
| ---- | ---------------------------- | --- |
|      | Rádio Slovensko              | Emisora generalista de carácter nacional. Ofrece informativos, entretenimiento y retransmisiones en directo.                                |
|      | Rádio FM                     | Emisora dirigida a los jóvenes con música, entretenimiento y boletines informativos.                                                        |
|      | Rádio Devín                  | Especializada en música clásica y cultura.                                                                                                  |
|      | Rádio Regina                 | Red de radios regionales. Se divide en tres estudios: Bratislava, Banská Bystrica y Košice.                                                 |
|      | Rádio Patria                 | Servicio para las minorías étnicas, principalmente húngaros en Eslovaquia.                                                                  |
|      | Rádio Slovakia International | Radio dirigida a los eslovacos en el extranjero en todo el mundo. Emite en seis idiomas: alemán, espaňol, eslovaco, francés, inglés y ruso. |
|      | Rádio Pyramida               | Radio centrada en interesantes grabaciones de archivo.                                                                                      |
|      | Rádio Junior                 | Radio centrada en cuentos, monólogos, programas musicales y canciones infantiles.                                                           |
|      | Rádio Litera                 | Radio centrada en poesía, prosa, teatro y periodismo.                                                                                       |

RTVS también se encarga del Coro de niños de la Radio Eslovaca, fundado en 1953, y de la Orquesta Sinfónica de la Radio Eslovaca.

### Televisión
RTVS gestiona cuatro canales de televisión, disponibles en señal terrestre y en internet, más un servicio de archivo. Antes estaban vinculados a Slovenská televízia.
| Logo | Canal de televisión | Información |
| ---- | ------------------- | --- |
|      | :1 (Jednotka)       | Canal generalista basado en noticias, programas infantiles, series y programas de entretenimiento.                                                  |
|      | :2 (Dvojka)         | Canal basado en documentales, minorías nacionales, magacines y películas europeas de calidad.                                                       |
|      | ŠPORT               | Televisión centrada en el deporte. Inició emisiones el 20 de diciembre del 2021.                                                                    |
|      | :24                 | Televisión de noticias creada tras la situación de emergencia asociada con la invasión rusa de Ucrania. Inició emisiones el 28 de febrero del 2022. |

Al contrario que otras organizaciones públicas, RTVS no cuenta con una señal internacional.
Extintos
| Logo | Canal de televisión | Información |
| ---- | ------------------- | --- |
|      | :3 (Trojka)         | Canal basado en programación de archivo. Inició emisiones el 8 de agosto del 2008, cesándolas el 30 de junio del 2011. Se relanzó el 22 de diciembre del 2019, pero acabó cerrando el 30 de noviembre del 2022 por problemas presupuestarios. |